# Rábula
Rábula ou provisionado, no Brasil, era o advogado que, não possuindo formação acadêmica em Direito (bacharelado), obtinha a autorização do órgão competente do Poder Judiciário (no período imperial), ou da entidade de classe (primeiro do Instituto dos Advogados; a partir da década de 1930 da OAB), para exercer, em primeira instância, a postulação em juízo.
Hoje em dia, é interpretada de forma pejorativa quando utilizada para conceituar ou qualificar determinado profissional que exerce a advocacia ou os encargos a ela referentes.

## Justificativas históricas
Apenas no começo do século XIX, com a vinda da Família Real Portuguesa, que o Brasil passou a contar com seus dois primeiros cursos jurídicos - em São Paulo e Olinda. Até então o bacharelado em Direito dava-se na Metrópole, sobretudo na Universidade de Coimbra e muito poucos tinham condições financeiras para desempenhar as funções advocatícias.
Ao largo disso, muitos autodidatas, tanto nas capitais, como nas distantes comarcas do interior, tornavam-se habilitados para a postulação, pelo estudo das Ordenações Manuelinas e Filipinas, ainda vigentes na Colônia.
Esta situação de formação "prática" não ocorria apenas com a advocacia: dentistas práticos, como Tiradentes, médicos e curandeiros, engenheiros e toda sorte de profissionais tinham sua cota de praticantes, uns até mesmo incentivados e tolerados, face a quase absoluta falta de profissionais formados nas diversas funções.
Com o início da regulamentação profissional, após a Independência, com a fundação do Instituto dos Advogados - IAB - foi iniciada uma luta pela regulamentação profissional do Advogado, tendo como principal nome Francisco Gê Acaiaba de Montezuma.
Era, então, expedida, a pedido do pretendente, uma Provisão, que tornava habilitado o rábula a pleitear em juízo. O sistema foi recepcionado pela OAB, quando de sua criação, no ano de 1930, vigendo até a extinção do sistema, nas décadas de 60-70, quando a advocacia passou a ser prerrogativa exclusiva dos bacharéis em Direito.

## Rábulas famosos
- Luís Gama - ex-escravo, considerado "o maior abolicionista do Brasil", responsável pela libertação de mais de 500 escravos.
- Evaristo de Morais - bacharelou-se aos 45 anos, quando já era famoso criminalista.
- Floro Bartolomeu - líder da Sedição de Juazeiro em 1914.
- Cosme de Farias - conhecido como "Advogado dos Pobres".
- Bento Epaminondas - conhecido como "Advogado dos Escravos".
- Antônio Conselheiro -  lider do arraial de Canudos.